# Vila Pauly a Hanse Briessových
Vila Pauly a Hanse Briessových je nájemní budova pro rodinu Hanse Briesse (1904–1974), kterou navrhl olomoucký rodák architekt Jacques Groag (1892–1962) mezi roky 1933 a 1935. Volně stojící dům v klidné rezidenční čtvrti je významným dokladem vídeňské moderny a od roku 1975 je zapsán na seznamu kulturních památek České republiky.

## Historie
Rodiny stavebníka i architekta podnikaly na Olomoucku ve sladovnictví. Briessovi provozovali podniky ve Skrbeni či u Klášterního Hradiska. Manželé Briessovi bydleli ve vile jen čtyři roky. Po německé okupaci roku 1939 o dům projevil zájem důstojník gestapa a Hans Briess, který byl židovského původu, dům vyměnil za výjezdní doklady pro svou rodinu. S manželkou a dětmi pak odjeli do Anglie, čímž si zachránili život.
Po válce byl dům v majetku města a byty byly pronajímány. Při přestavbě provedené v šedesátých letech došlo k částečnému narušení původního vzhledu domu břizolitovou fasádou a výměnou oken. V suterénu a nejvyšším patře byly zřízeny dva nové byty. Po roce 1989 byl objekt navrácen dědicům, kteří trvale žijí v Anglii.

## Popis
V Groagově návrhu je ještě patrný vliv jeho vídeňského učitele a spolupracovníka Adolfa Loose, zejména v hranolovém objemu stavby či v užití haly umístěné ve středu dispozice. Fasádu však architekt osobitě rozčlenil několika typy oken. Nechybějí okna kulatá, motiv typický pro funkcionalismus, jímž se architekti snažili navodit estetiku letadel a zaoceánských parníků. Netradiční jsou pak nakoso vystupující arkýře s velkými okny na bočních stranách domu, v nichž se nacházela zimní zahrada. Část střechy tvoří terasu. Třípodlažní vila obsahovala dva pětipokojové byty.  Mezi původní vybavení patřily mimo jiné i vestavěné skříně. V částečně do země zapuštěném suterénu se nacházel malý samostatný byt pro služebnou, prádelna, kotelna pro ústřední topení, další provozní místnosti a garáž.
Vila s plochou střechou má obdélný půdorys, do ulice je orientována kratší stranou. Na jižní uliční fasádě lze vidět vystupující rizalit jídelny prvního patra, na jehož střeše se nachází balkon druhého podlaží, který měl původně markýzu. Třetí podlaží ve své hmotě ustupuje a vytváří tak na střeše druhého podlaží vlastní terasu, umístěnou směrem na jih. 